# مخزن سد براتسک
مخزن سد براتسک (روسی: Братское водохранилище) یک مخزن سد و نیروگاه برق آبی در استان ایرکوتسک کشور روسیه است.